# Sägmühle (Neresheim)
Sägmühle ist eine kleine Ortschaft in der Stadt Neresheim in Baden-Württemberg.

## Lage
Das aus zwei Hausnummern bestehende Sägmühle liegt südlich der Kernstadt von Neresheim im Egautal.

## Geschichte

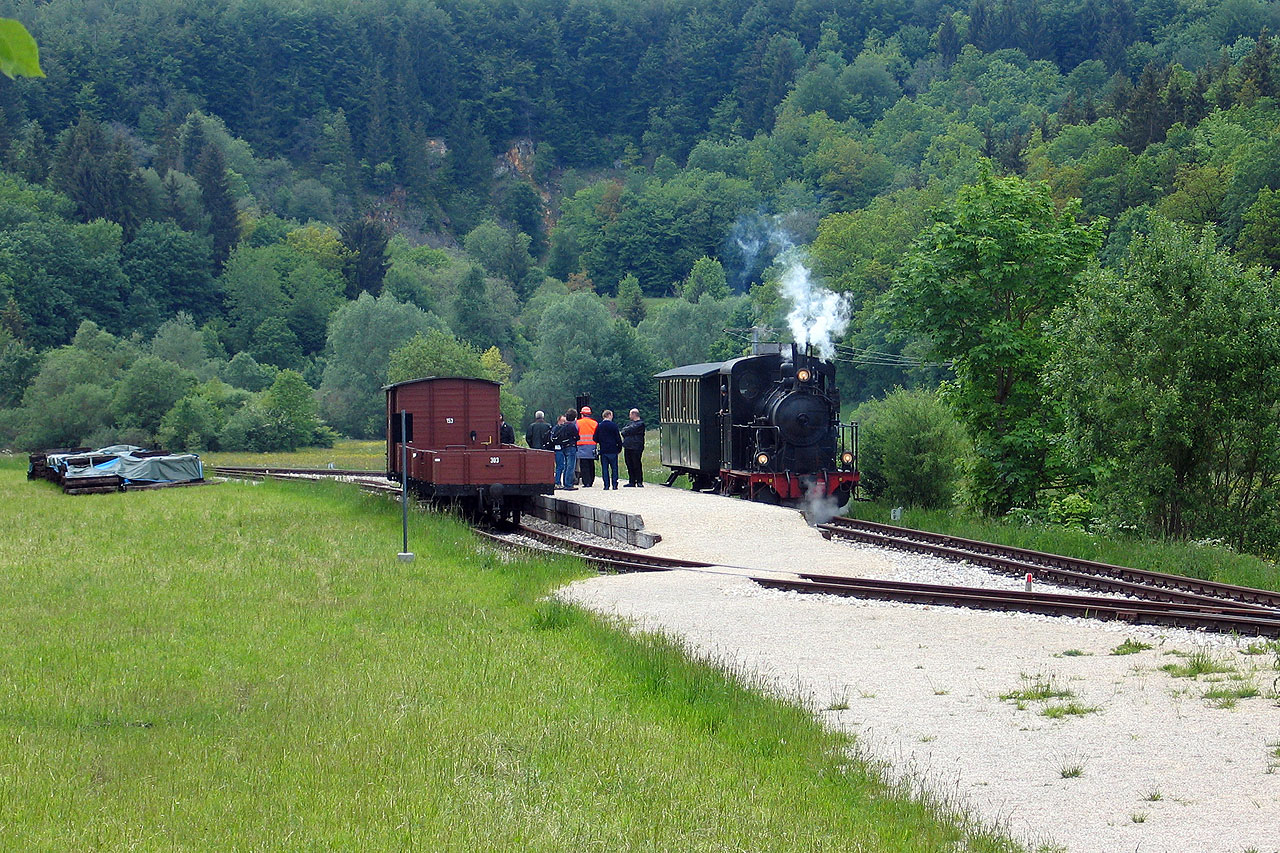
Bahnhof Sägmühle

Die Sägmühle wurde 1622 an der Egau angelegt, wie auch die Gallusmühle und die Steinmühle vom Kloster Neresheim. Neben der namengebenden Sägemühle von 1622 wurden 1625 noch eine Gerbmühle und eine Mahlmühle eingerichtet.
Die Steinmühle und die Sägmühle blieben auch bei der Gründung der Reichsabtei in deren Besitz und wurden nach der Säkularisation der Gemeinde Auernheim zugewiesen, kamen jedoch 1847 an die Gemeinde Schloß Neresheim. Mit dieser gelangte der Ort 1892 an die Stadt Neresheim.
Von 1901 bis 1972 war Sägmühle mit der Härtsfeldbahn an das Bahnnetz angeschlossen. Im Jahr 2001 wurde ein Teilstück dieser Bahnstrecke wieder als Museumsbahn aufgebaut und Sägmühle bekam seinen alten Haltepunkt zurück.